# ناردين صغير شعاعي
ناردين صغير شعاعي (الاسم العلمي: Valerianella radiata) هو نوع من النباتات يتبع جنس الناردين الصغير من فصيلة معزية الورق.